# Calcaire de Sainte Geneviève

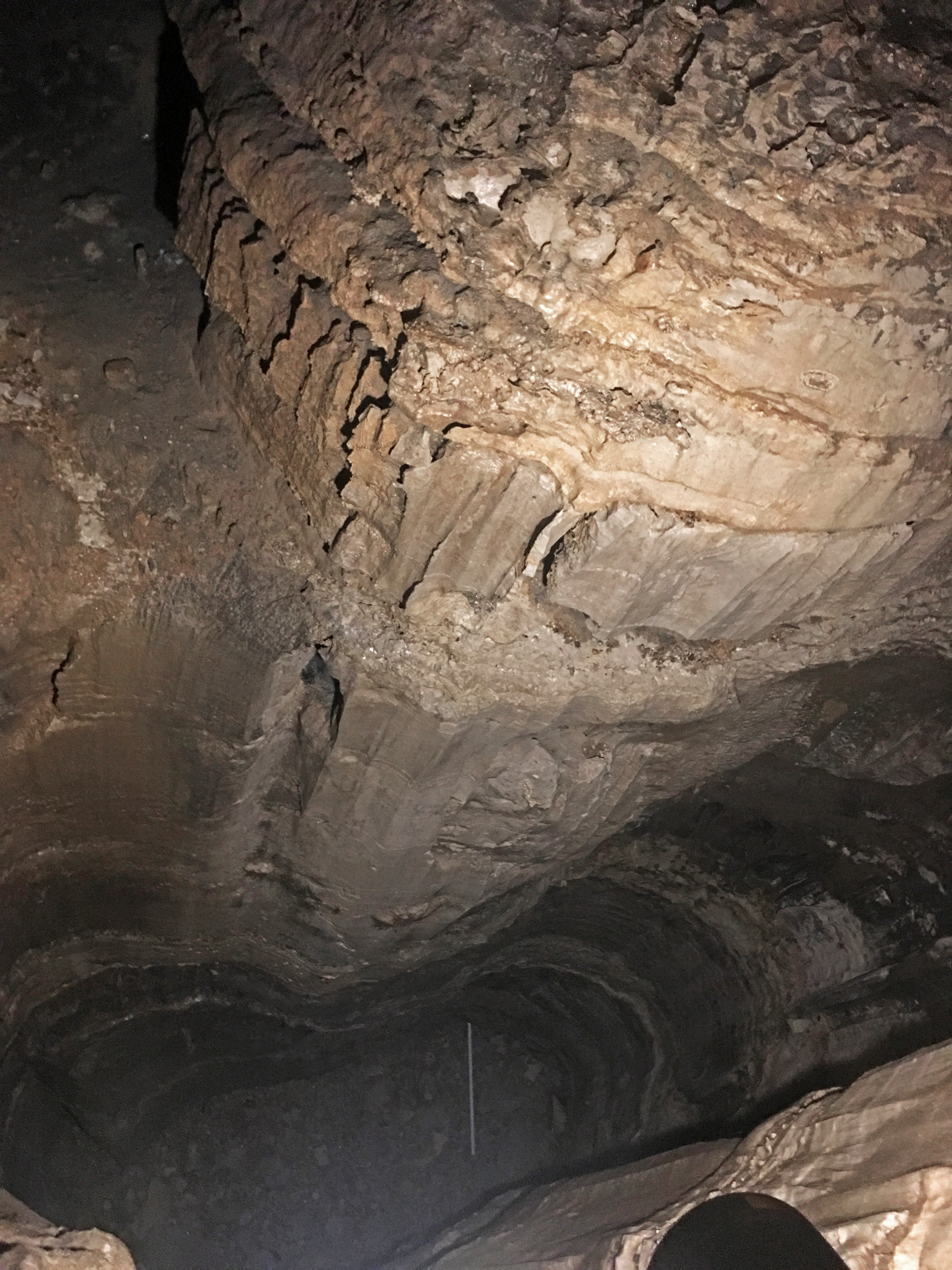
Photographie prise en 2017 de la "Mammoth Cave" située dans l'ouest du Kentucky.

Le calcaire de Sainte Geneviève est une formation géologique datant du Mississippien.

## Étymologie
Son nom vient de la ville de Sainte Geneviève, dans le Missouri, où il a été découvert pour la première fois.

## Description
Il s'agit d'une épaisse couche de calcaires qui recouvrent le calcaire de Saint Louis (notamment dans le parc national de Mammoth Cave).